# Los Angeles Clippers
De Los Angeles Clippers (merknaam: LA Clippers) is een basketbalteam uit Los Angeles, Californië. De Clippers spelen in de National Basketball Association (NBA) als onderdeel van de Pacific Division in de Western Conference. Thuisbasis was de Crypto.com Arena, een sportcomplex dat tijdens de competitie werd gedeeld met Los Angeles Lakers. Nu worden de thuismatchen in de nieuwe Intuit Dome gehouden. 
De organisatie werd opgericht in 1970 als de Buffalo Braves en trad net als Cleveland Cavaliers en Portland Trail Blazers toe tot de NBA. In de beginjaren was de franchise een behoorlijk succes, met drie deelnames aan de playoffs als gevolg. Wegens een conflict met de Canisius Golden Griffins verhuisde de franchise in 1978 na een verkoop naar San Diego, Californië.
Het team werd daarna hernoemd tot San Diego Clippers, een verwijzing naar de zeilschepen die men kon zien in de baai van de stad. In deze periode was de franchise weinig succesvol. Zelfs de aankoop van sterspeler Bill Walton kon het tij niet keren. Wegens blessureleed moest hij bijna drie volledige seizoenen langs de zijlijn toekijken. In 1981 werd het team gekocht door vastgoedmagnaat Donald Sterling.
Onder zijn bewind verhuisde het team in 1984 naar Los Angeles, Californië. Sindsdien was het team amper succesvol, noch in de reguliere competitie noch in de play-offs. Het team vertoefde jarenlang in de schaduw van stadsgenoot Los Angeles Lakers, dat wel de nodige successen behaalde.
Tussen 2008 en 2017 verbeterde de organisatie aanzienlijk met nieuwe spelers als Blake Griffin, DeAndre Jordan en Chris Paul. De vernieuwde line-up leverde het team de bijnaam Lob City op, vernoemd naar de talloze alley oops in elke wedstrijd. De organisatie won in 2012-13 voor de eerste keer haar divisie. Het daaropvolgende seizoen deed ze dat kunstje nog eens over. Tussen 2012 en 2019 namen de Clippers zeven keer deel aan de play-offs van de NBA. In 2019 werd de line-up versterkt met de komst van Kawhi Leonard en Paul George.